# Anglesqueville-Lestre
Pour les articles homonymes, voir Anglesqueville et Lestre.
Anglesqueville-Lestre est une ancienne commune créée à la Révolution sur le contour de la paroisse réunie en 1812 avec celles de Hautmoitiers et de Tourville pour former la nouvelle commune de Lestre.

## Toponymie
Le nom de la localité est attesté sous les formes Engleschevilla  fin du XIIe siècle, Anglicavilla en 1270, Anglesqueville entre 1612 et 1636, Englesqueville en 1677 et en 1713, Lestre entre 1753 et 1785 et en 1793. 
Il s'agit du type toponymique normand Englesqueville, la graphie An- reflète une francisation (ou une latinisation) du toponyme initial, Englesqueville signifiant littéralement « domaine (rural) anglais ».

## Histoire
Les paroisses d'Anglesqueville (ou Englesqueville) et de Lestre avaient fusionnées en 1714.
Deux fiefs sont historiquement assis dans la paroisse d'Anglesqueville :
- le fief de Lestre
  - le fief de Lestre
  - la fiefferme de Lestre
  - le fief d'Octeville-l'Avenel.
- le fief d'Hercla, réuni ensuite à la seigneurie de Lestre.

## Démographie
| 1793 | 1800 | 1806 |
| ---- | ---- | ---- |
| 490  | 486  | 568  |